# Aviva Stadium
Aviva Stadium je víceúčelový stadion v Dublinu v Irsku, sloužící zejména pro fotbal a ragby. Pojme 51 700 diváků. K jeho otevření došlo v roce 2010. Byl postaven na místě starého stadionu Lansdowne Road, který byl v roce 2007 zbořen. Své zápasy zde hraje irská fotbalová reprezentace, irská ragbyová reprezentace a klub Leinster Rugby. Využíván je rovněž pro koncerty.
Na stadionu se měla odehrát dvě skupinová a jedno osmifinálové utkání ME 2021, necelé dva měsíce před začátkem mistrovství však bylo pořadatelství Dublinu odebráno. Stalo se tak kvůli neschopnosti irské vlády zajistit požadovanou obsazenost fanoušky, zápasy základní skupiny se přesunuly do Petrohradu a osmifinále do Londýna.